# Araruna (Paraná)
Pour les articles homonymes, voir Araruna.
Araruna est une municipalité brésilienne située dans l'État du Paraná.